# Homa katoi
Homa katoi är en insektsart som beskrevs av Irena Dworakowska 1984. Homa katoi ingår i släktet Homa och familjen dvärgstritar. Inga underarter finns listade i Catalogue of Life.